# Michaela Leonard
Pour les articles homonymes, voir Léonard.
Pas d'image ? Cliquez ici

a Compétitions nationales et continentales officielles uniquement.

b Matchs officiels uniquement.
Dernière mise à jour le 26 octobre 2024.
Michaela Leonard, née le 6 mars 1995 à Canberra (Australie), est une joueuse internationale australienne de rugby à XV évoluant au poste de deuxième ligne.

## Biographie
Michaela Leonard naît le 6 mars 1995 à Canberra en Australie. Elle compte douze sélections en équipe d'Australie quand elle est retenue en septembre 2022 pour disputer sous les couleurs de son pays la Coupe du monde en Nouvelle-Zélande.
En début de saison 2023-2024, elle rejoint la France et le club du Montpellier RC,. Pour la saison 2024 du Super Rugby Women's, elle fait son retour en Australie dans son ancienne équipe de la Western Force où elle est nommée capitaine,.

## Palmarès
- Vainqueur du WXV 2 en 2024.